# Santa Ana Triple (Alejo de Vahía)
El grupo escultórico de Santa Ana Triple, situado en el Museo Catedralicio de la Catedral de San Antolín de Palencia, es una imagen en madera policromada del escultor gótico de origen nórdico Alejo de Vahía.

## Análisis de la imagen
El tema medieval de Santa Ana Triple se mantiene en la iconografía en los primeros años del siglo XVI, hasta su desaparición definitiva en el Concilio de Trento.
Santa Ana, con tocado de viuda y sentada en un sitial de alto respaldo, sostiene sobre la rodilla izquierda a la Virgen, de tamaño mucho más pequeño y ataviada como reina, con corona y rubios cabellos sueltos. El Niño Jesús, sentado en el regazo de su madre, se vuelve para coger la pera que le ofrece Santa Ana. La santa es el personaje más importante, de ahí su estatura superior, y sustituye a María en el papel de intercesora y en la acción de ofrecer un fruto al Niño. La pera en la simbología religiosa significa el amor de Cristo encarnado por la humanidad. La intercesión, en este caso, se ejerce por una vía muy cercana al sentimiento popular, fundamentada en razones afectivas y familiares.
Alejo de Vahía ha optado en este grupo por la organización de las figuras en vertical, frente a otras representaciones en que la Virgen está sentada al lado de Santa Ana. La composición, cuidadosamente escalonada desde Santa Ana hasta el Niño, está basada en un sutil juego de triángulos, en el que el fruto y las miradas de los personajes obligan al espectador a establecer un movimiento y a dar fuerza a la significación. Como en todas las obras del escultor caracteriza a este grupo la inmovilidad, las actitudes estereotipadas pero muy elegantes y la expresión hermética.
En origen, el grupo escultórico de Santa Ana Triple estuvo situado en la girola, en un pilar junto a la capilla de San Miguel, en un retablo del siglo XVI. Matías Vielva proporciona la noticia de que fue costeada por el racionero Antonio Martínez Pesebre, que falleció en febrero de 1510, pero la imagen pudo haber sido hecha algunos años antes.

## Galería de imágenes

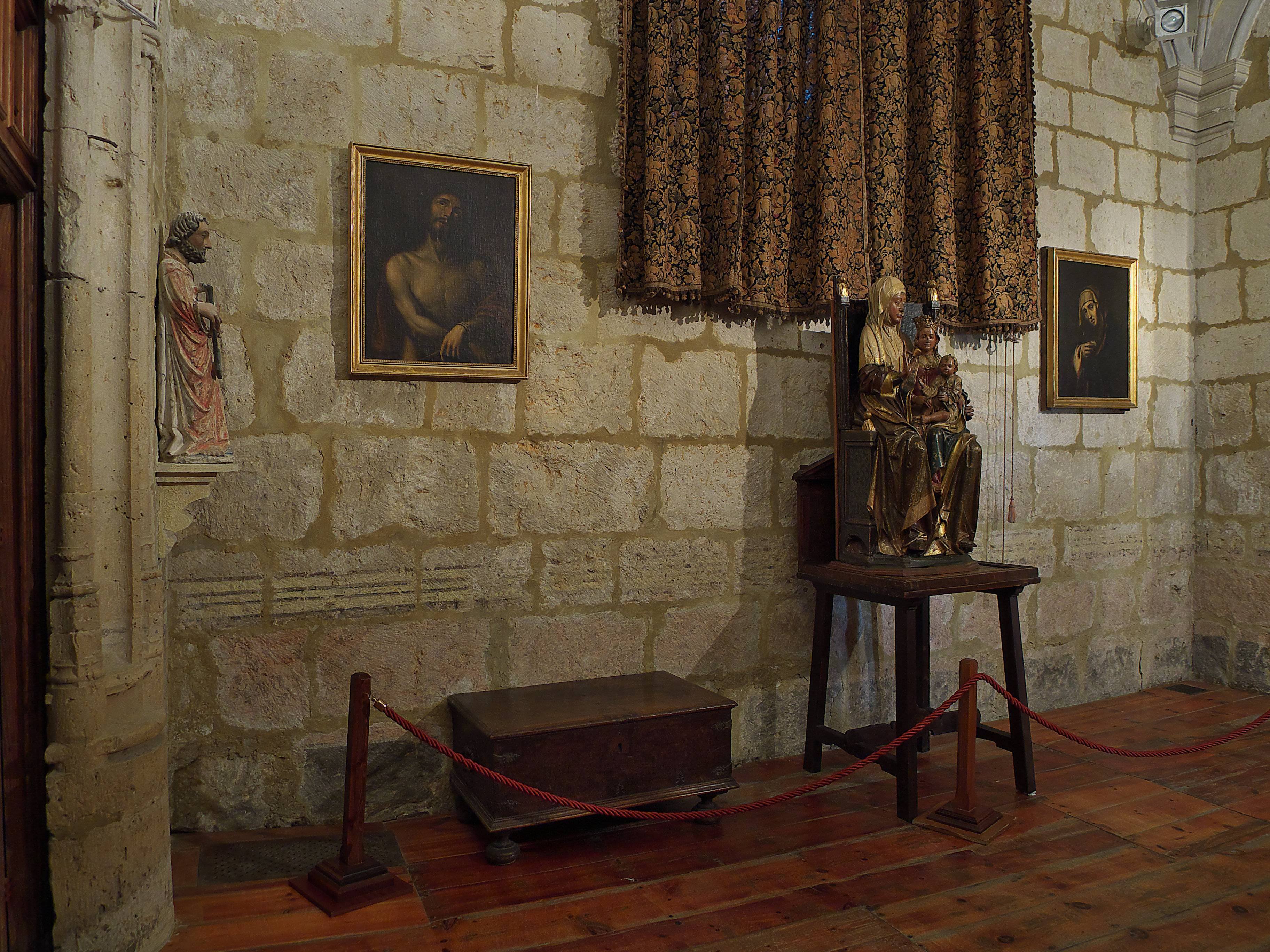
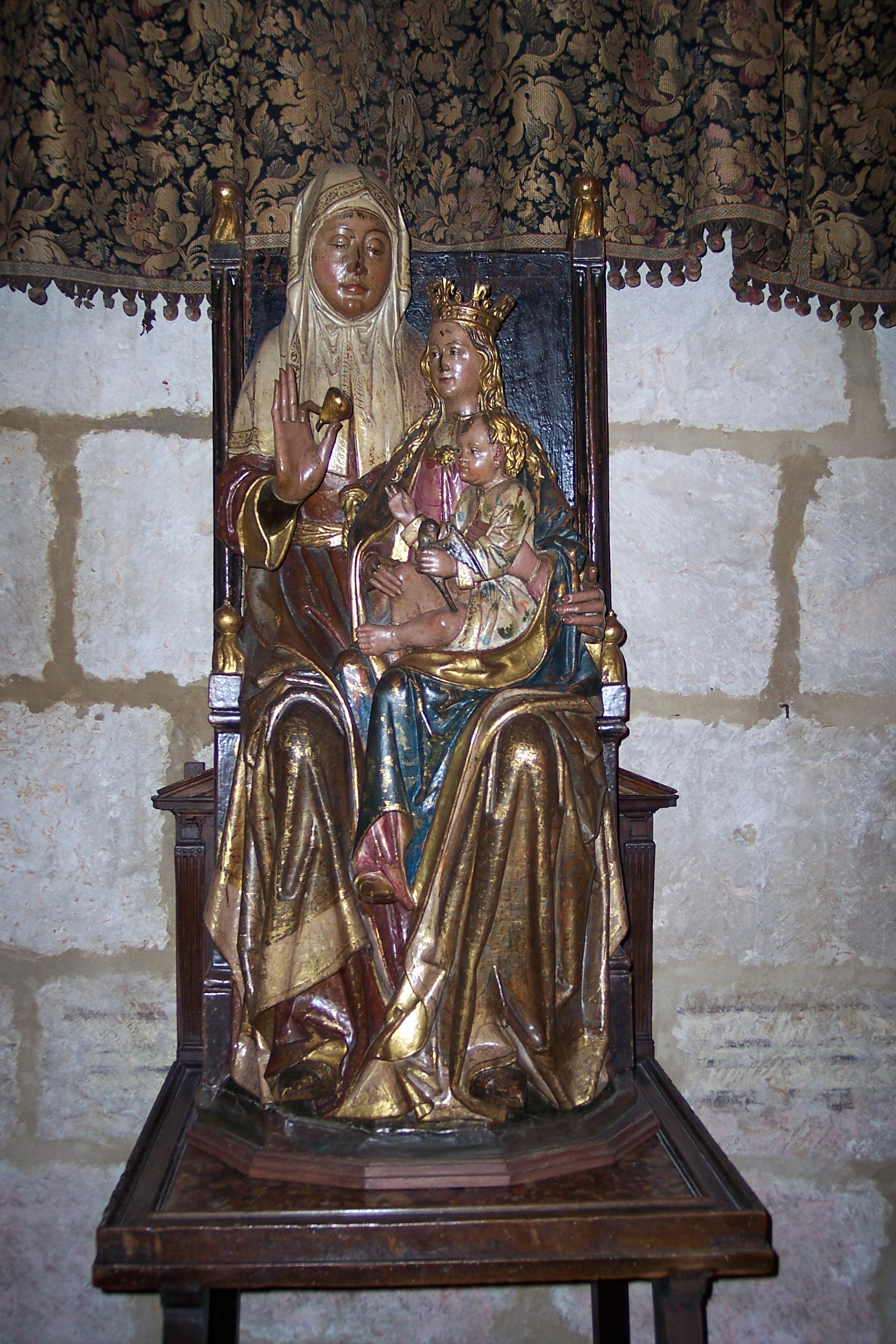
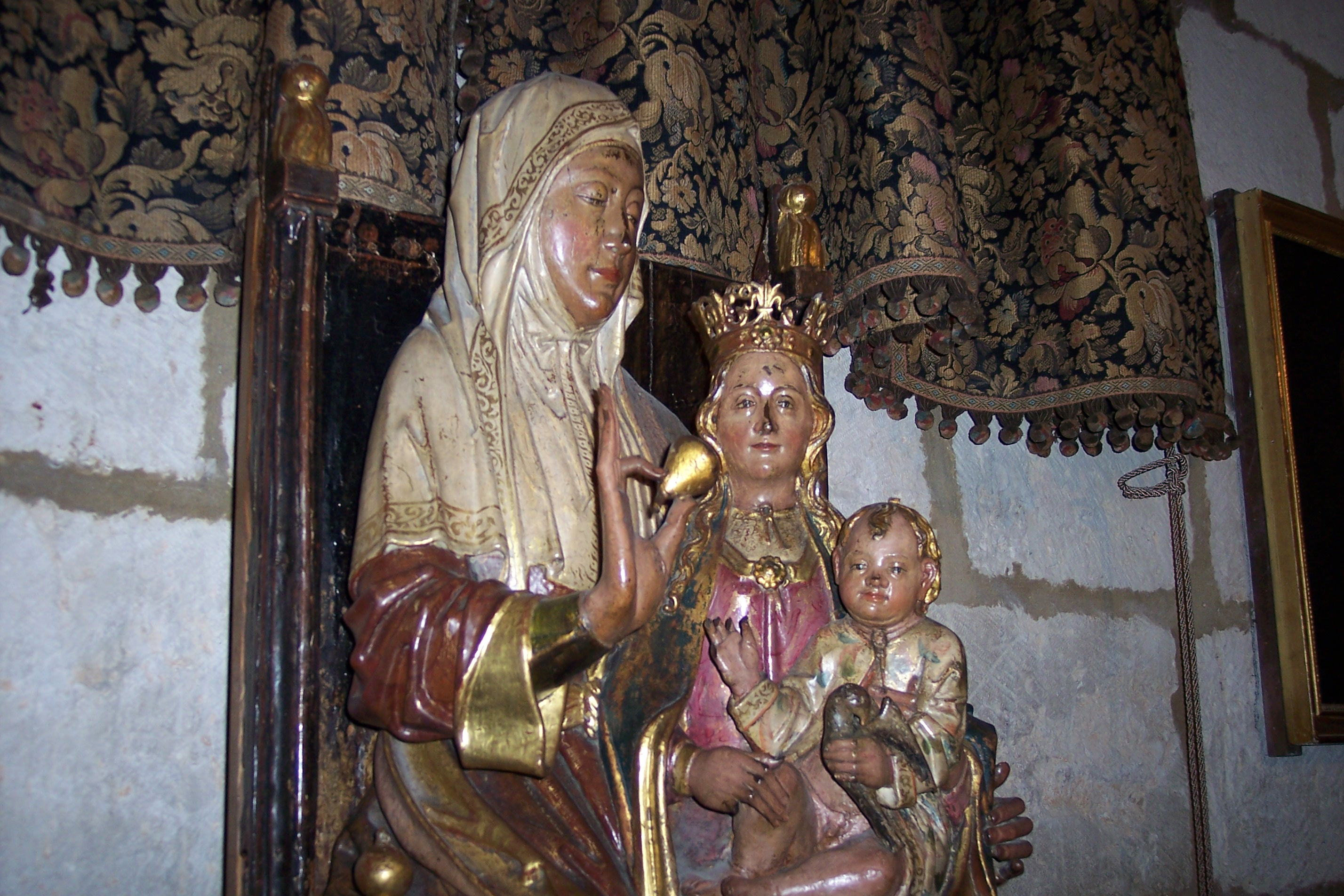